# Jerel McNeal
Jerel Landon McNeal (Chicago, 1º giugno 1987) è un ex cestista statunitense.

## Carriera
Il 12 luglio 2011 firma un contratto con la Sutor Basket Montegranaro..
Nella stagione 2011-12 realizza 10,7 punti e 2,3 assist per partita con la Sutor Montegranaro.

## Palmarès

### Squadra
- Campionato tedesco: 1

Brose Bamberg: 2016-17
- Coppa di Germania: 1

Brose Bamberg: 2017

### Individuali
- NCAA AP All-American Second Team (2009)
- All-NBDL First Team (2013)
- 2 volte All-NBDL Third Team (2011, 2015)
- NBA Development League Impact Player of the Year Award (2015)